# Hamilton-Bibel

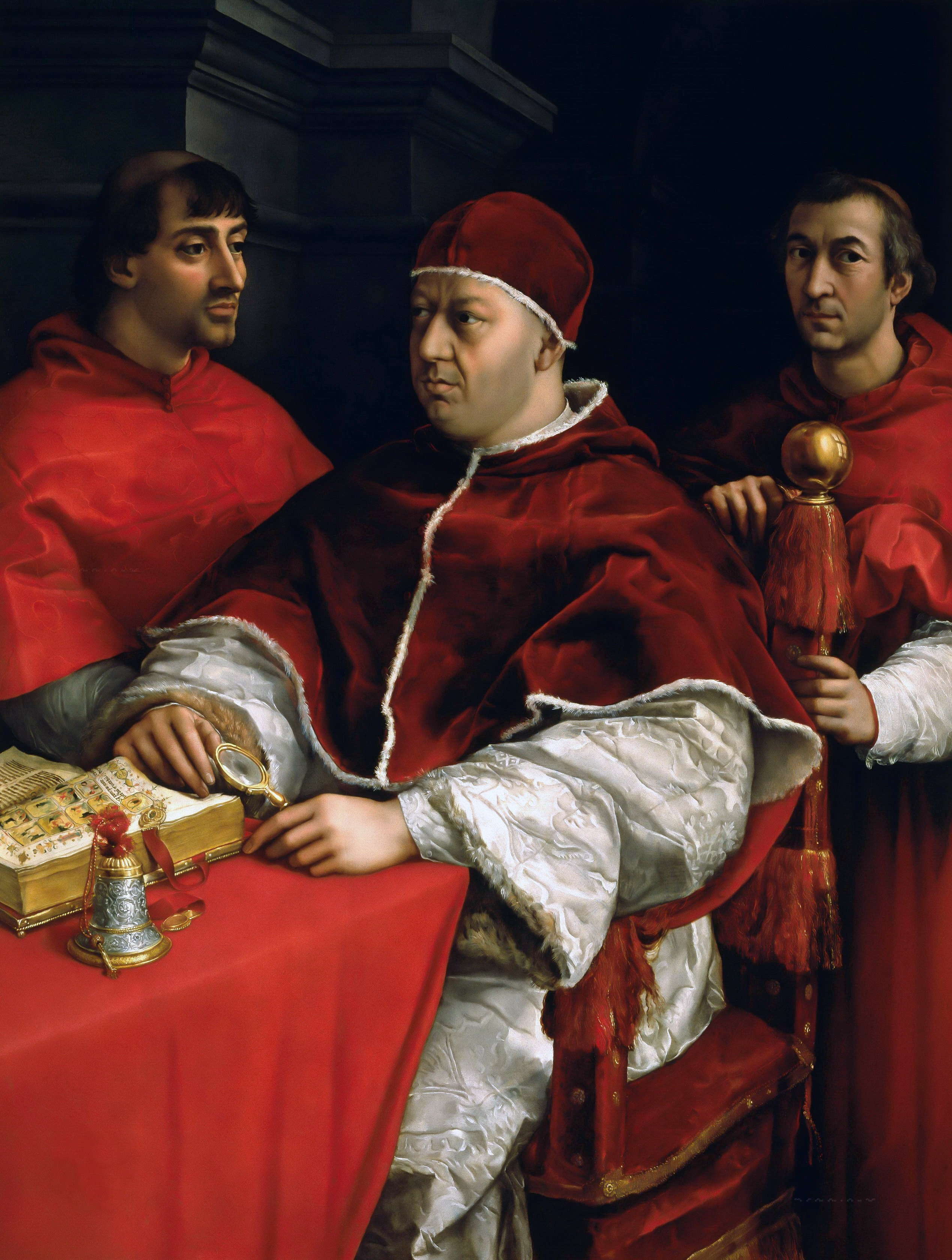
Porträt des Papstes Leo X. mit den Kardinälen Giulio de’ Medici, dem späteren Clemens VII. und Luigi de’ Rossi, Gemälde von Raffael, um 1518–1519, Florenz, Uffizien

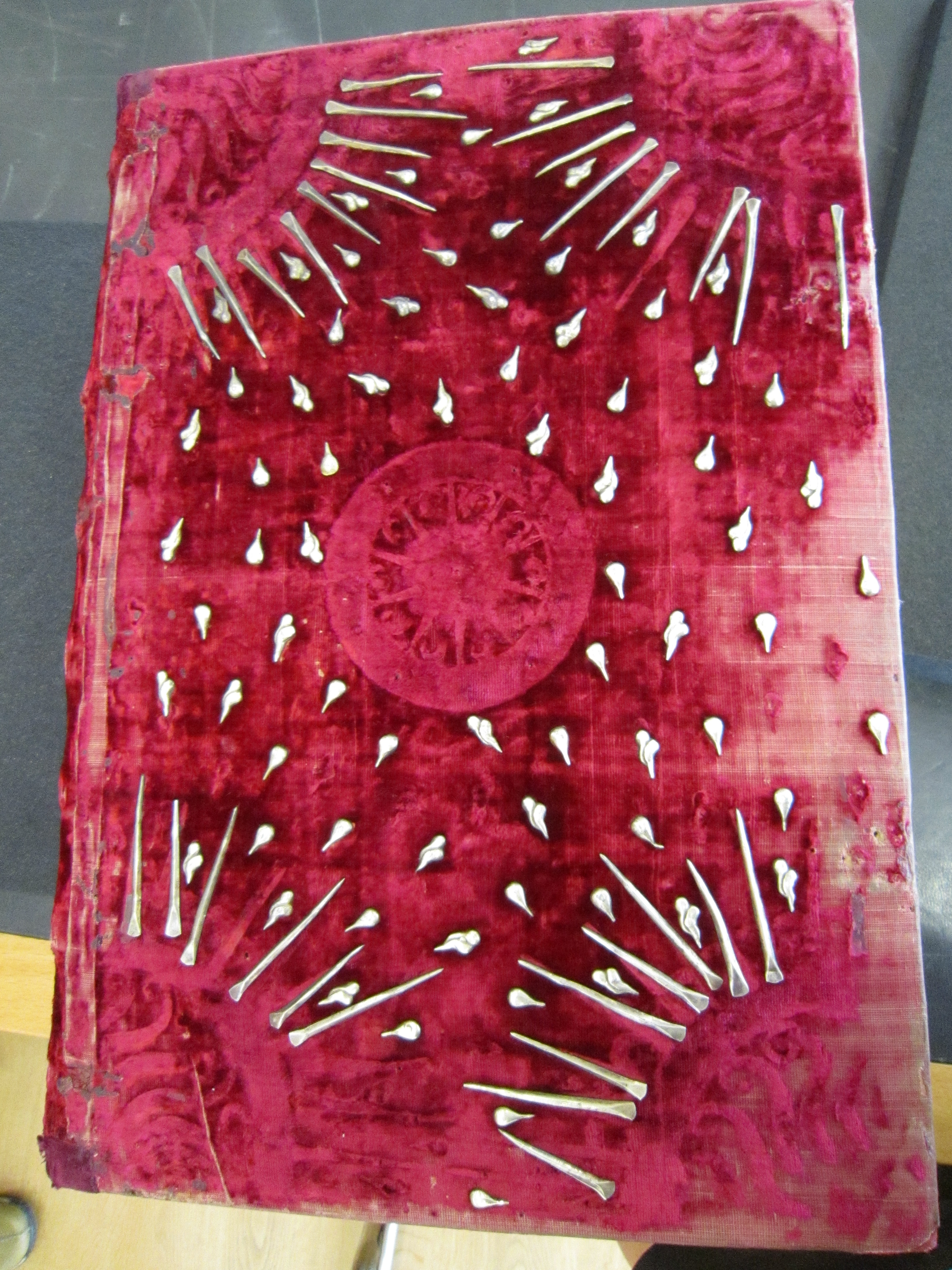
Außenansicht der Hamilton-Bibel

Die Hamilton-Bibel ist eine in Neapel entstandene illuminierte Bibelhandschrift des 14. Jahrhunderts. Sie wird unter der Signatur ms 78 E 3 (Ham. 85) im Berliner Kupferstichkabinett aufbewahrt.

## Beschreibung
Die Bibel ist einbändig  und enthält den vollständigen lateinischen Text des Alten und des Neuen Testaments, lediglich Buch Esra 3 und 4 fehlen.  Im Kolophon erscheint Magister Johannes de Ravenna als Schreiber.
Die Maße der Hamilton-Bibel betragen 375 × 265 Millimeter, sie hat 497 Blätter aus Pergament, insgesamt finden sich 40 Sammelminiaturen, 4 ganzseitige Tableaus und 26 Miniaturen zur Apokalypse sowie 92 Bildinitialen. Die Handschrift ist vollständig und befindet sich in einem sehr guten Erhaltungszustand. Der rote samtige Einband des Buches ist in den Ecken mit vier Sonnen versehen, allerdings sind nur mehr ihre Strahlen erhalten, in der Mitte dürfte ein kreisförmiges Medaillon gewesen sein. 
Der zweispaltige Bibeltext ist mit schwarzer Tinte geschrieben, die Bildinitialen sind nahezu quadratisch. Der Hintergrund der Initialen ist zumeist vergoldet bzw. in blau mit weißen Ornamenten gehalten. Im Buchstaben selbst herrscht reges Leben, entweder wird die Initiale von jemandem bewohnt, z. B. der schreibende Evangelist Johannes auf fol. 400r oder in der Initiale wird eine Szene, die im Bibeltext steht, dargestellt, z. B. der klagende Jeremias vor der brennenden Stadt Jerusalem, fol. 60v. Die Buchstaben selbst sind entweder in rosa, fol. 60v, rosa mit grüner Umrandung, fol. 400r, rosa mit blauer Umrandung, fol. 297v oder blau mit verschieden farbigen Umrandungen, fol.128v ausgeführt. Die Sammelminiaturen sind rechteckig, entweder mit rot, blau, orange grün oder rosa umrandet, wie auf fol. 106v und fol. 74v ersichtlich.

## Bemerkenswerte Seiten der Hamilton-Bibel
Fol. 1: Brief des Hieronymus an Paulinus von Nola und Hieronymusprolog
Fol. 4: Genesis – Darstellung der Schöpfungsgeschichte in 16 rechteckigen Feldern
Fol. 455–464: Apokalypse – sehr umfangreich und narrativ

## Datierung
Die Hamilton-Bibel oder auch Berliner Bibel wird von Andreas Bräm mit um 1355 datiert, Schmitt nimmt ein Entstehen gegen 1350 an, von 1343 bis 1345 wird die Bibel von Fleck datiert. Aufgrund politischer Schwierigkeiten Johanna I. zwischen dem Tod ihres Vaters Robert 1343 und dem Frieden von 1352 ist anzunehmen, dass sie in dieser Zeit kaum Künstler mit Aufträgen bedachte. Die mit 1340–1343 bzw. um 1350 datierte Anjou-Bibel ist nicht so prächtig und monumental wie die Hamilton-Bibel, sie wird zeitlich vor der Hamilton-Bibel eingeordnet. Für die Wiener Bibel sind die Jahre um 1340 bzw. 1360 als Datierung im Raum, zusammenfassend ist aber festzuhalten, dass die bedeutende Gruppe der neapolitanischen Bibeln (Hamilton-Bibel, Anjou-Bibel und Wiener Bibel) einem Künstleratelier entstammen und in den Jahren zwischen 1340 und 1360 entstanden sein sollen.

## Provenienz der Bibel
Auftraggeberin war höchstwahrscheinlich Königin Johanna von Anjou für Guillaume II. Roger de Beaufort oder für dessen Bruder, Papst Clemens VI. (reg. 1342–1352), da sich auf den Seiten der Bibel immer wieder das Wappen von Guillaume II. Roger de Beaufort findet, mit dem Johanna von Anjou in Kontakt stand. Auf Raffaels Porträt von Papst Leo X. (1475–1521) mit den Kardinälen Giulio de’ Medici und Luigi de’ Rossi ist die Hamilton-Bibel abgebildet. Wie die Bibel in den Besitz von Papst Leo X. (reg. 1513–1521) kam bzw. ihr Weg von Papst Clemens VI. zu Papst Leo X., ist nicht bekannt. Der spätere Papst Julius II. (reg. 1503–1513) hat in Avignon (während des Aufenthalts seines Onkels Papst Sixtus IV., reg. 1471–1484), die gotische Buchsammlung neu geordnet. Nachweislich kam es zu Buchtransporten der Päpste aus den Buchbeständen von Avignon nach Rom, möglich, dass die Hamilton-Bibel so nach Rom kam.
Der weitere Weg der Bibel lässt sich nicht rekonstruieren. Bekannt ist, dass die Hamilton-Bibel in die Sammlung der Herzöge Hamilton gelangte, die viele Jahrhunderte lang Handschriften sammelten. Nicht bekannt ist, wo und wann die Hamilton-Bibel erworben und in die Sammlung einverleibt wurde. Der wichtigste Sammler der Hamilton-Familie war der bibliophile Alexander Douglas (1767–1852), der spätere 10. Duke of Hamilton, der durch Ankäufe in Italien, Frankreich und Russland die Sammlung bedeutend erweiterte. Der Enkel des zehnten Herzoges hatte allerdings so hohe Schulden, dass die Sammlung veräußert werden musste, 1884 wurden vom Preußischen Kupferstichkabinett 663 der insgesamt 692 Handschriften angekauft. Seitdem befindet sich die Bibel mit der Signatur ms 78 E 3 im Preußischen Kupferstichkabinett in Berlin.

## Zuordnung der Bibel zur neapolitanischen Buchmalerei des 14. Jahrhunderts
Der führende Buchmaler Neapels im 14. Jahrhundert war Cristophoro Orimina, der die Anjou-Bibel oder Alfie-Bibel zwischen 1340 und 1343 schuf. Der Stil Oriminas fällt durch fein gemalte, monumentale Figuren mit weicher Modellierung auf. Landschaften spielen eine untergeordnete Rolle, schroffe Felsformationen, feingliedrige und detailgetreue Architekturen dominieren, Städte werden formelhaft wiedergegeben. Das Kolorit der Handschriften aus der Hand von Orimina gleicht sich nahezu. Blau, Grün, Orange, Lachsrot, Gelb-Grau und Blaugrau für die Erde dominieren die Werke. Ein orangefarbenes Gesims umgibt einige Miniaturen (fol. 6r, fol. 367).
Cristophoro Oriminas Stil vollzieht von der Anjou-Bibel (um 1340) über die Hamilton-Bibel bis hin zur Planisio-Bibel (Beginn 60er Jahre) eine bemerkenswerte Entwicklung, vom Initialenmaler hin zu einem Bilderzyklusmaler. Damit einzelne Bilder zusammengebracht werden können, muss der Maler mehrere Miniaturen zusammenfassen, dies hat Orimina in der Hamilton- und der Planisio-Bibel gemacht, wodurch die Einzelbilder in einen erzählerischen Kontext gebracht werden. Dies gelingt durch einen vertikalen oder horizontalen Aufbau der Miniaturen und ihrer Szenen. Somit erscheinen in der Hamilton-Bibel die Sammelminiaturen als selbständige, szenisch komplette und aufeinanderfolgende Bildfelder, die in einem formalen und thematischen Kontext zueinander stehen. Eine Steigerung der Zusammenfassung und Verklammerung der erzählerischen Einheiten wird in der Planisio-Bibel erreicht.